# Villa Dandini de Silva
Villa Dandini de Silva si trova a Firenze sul viale Giuseppe Mazzini 2-4, angolo via Carlo Botta e viale Antonio Grasci 26.

## Storia
La villa fu costruita attorno al 1888 su progetto dell'ingegnere e architetto Cesare Spighi e committenza della famiglia Dandini de Silva sull'allora viale Principe Eugenio (oggi viale Antonio Gramsci), tra le prime a qualificare come zona residenziale di pregio quest'area della città. Con questo stesso progetto, nel 1891, Cesare Spighi concorse al Premio Martelli. Dopo i fasti legati alle ricchezze della famiglia Dandini de Silva, la residenza decadde miseramente.
Negli anni settanta del Novecento, da lungo tempo disabitata e fatiscente (tanto che nel quartiere era iniziata a diffondersi la voce che la casa fosse abitata da fantasmi e i ragazzi costretti a lunghi giri pur di evitarla) l'edificio rischiò persino di essere demolito (si veda l'allarme lanciato da Alfredo Forti dalle pagine de "La Nazione") per fare posto a una palazzina moderna. Fortunatamente, acquisita dalla Cassa di Risparmio di Lucca, la villa è stata recentemente restaurata con cura e, nonostante il giardino di pertinenza sia stato quasi del tutto trasformato in parcheggio, ha riacquistato l'eleganza e il pregio che già l'avevano caratterizzata.

## Descrizione
L'edificio (e questo ci sembra contribuisca a qualificarlo più come villa che come villino) si presenta posto in alto rispetto al piano stradale, grazie a una collinetta artificiale che nasconde buon parte del piano terra. Il prospetto, organizzato su tre assi per due piani e un seminterrato con ampie bucature, presenta, al centro, una breve scalinata in pietra che, proseguendo nell'androne in marmo, immette direttamente al piano nobile.
Il portale in pietra rimanda ai modelli rinascimentali sia nel disegno d'insieme sia nei particolari, come accade con le due teste d'ariete che coronano le paraste che lo delimitano. I due finestroni di lato, chiusi da un timpano triangolare, si presentano ricchi di ornamentazioni classiche, caratterizzandosi nella parte centrale (come accade per le finestre superiori) per la presenza di una bifora a sua volta chiusa in arco a tutto sesto. La gronda, come si conviene al gusto del tempo, è alla romana, anch'essa riccamente scolpita; l'androne impreziosito da pitture murali a grottesche.  Si segnala sul portone uno scudo con l'arme dei Dandini de Silva (partito: nel primo troncato d'azzurro e d'oro, a tre stelle a sei punte attraversanti dell'uno all'altro, con il capo d'argento caricato da un'aquila dal volo spiegato di nero, coronata del campo (Dandini); nel secondo d'argento al leone al naturale, linguato di rosso, coronato di oro (De Sylva).
Nell'insieme appaiono evidenti le strette analogie tra questa realizzazione e la villa Renatico di Ferdinando Martini realizzata dallo stesso Spighi a Monsummano Terme.